# Krzysztof Szoszkiewicz
Krzysztof Szoszkiewicz (ur. 9 października 1965 w Poznaniu) – polski naukowiec, ekolog, hydrobiolog, agronom, profesor nauk rolniczych, profesor Uniwersytetu Przyrodniczego w Poznaniu i jego rektor w kadencjach 2020–2024 i 2024–2028.

## Życiorys
W 1990 ukończył studia rolnicze na Akademii Rolniczej w Poznaniu. Doktoryzował się w 1995 na uczelni macierzystej na podstawie dysertacji pt. Fitosocjologiczna i rolnicza ocena łąk w dolinie środkowej Noteci z uwzględnieniem skutków melioracji, której promotorem była profesor Maria Grynia. Stopień naukowy doktora habilitowanego uzyskał w 2004 na AR w Poznaniu w oparciu o pracę: Roślinność jako wskaźnik eutrofizacji wód płynących na podstawie badań rzek Wielkiej Brytanii i Irlandii Północnej. Tytuł profesora nauk rolniczych otrzymał 1 sierpnia 2011.
Jako nauczyciel akademicki związany z Akademią Rolniczą w Poznaniu (na stanowiskach asystenta i adiunkta), przekształconą później w Uniwersytet Przyrodniczy, na którym obejmował kolejno stanowiska profesora nadzwyczajnego (2008), profesora zwyczajnego (2018) i profesora (2019). W latach 2008–2016 był prodziekanem Wydziału Inżynierii Środowiska i Gospodarki Przestrzennej. W latach 2009–2017 pełnił funkcję kierownika Katedry Ekologii i Ochrony Środowiska. W kadencji 2016–2020 był prorektorem UPP do spraw nauki i współpracy z zagranicą. W czerwcu 2020 został wybrany na rektora UPP w kadencji 2020–2024. W kwietniu 2024 uzyskał reelekcję na drugą kadencję.
Specjalizuje się w ekologii i ochronie środowiska, bioindykacji ekosystemów wodnych, ocenie roślinności ekosystemów wodnych, podmokłych i łąkowych. Opublikował ponad 270 prac, w tym ok. 110 oryginalnych artykułów naukowych w czasopismach recenzowanych. Do 2020 wypromował pięciu doktorów oraz ponad 100 magistrów i inżynierów. W latach 1995–2005 w ramach 8 wyjazdów naukowych prowadził badania rzek w Wielkiej Brytanii, współpracując z UK Centre for Ecology & Hydrology. W 1990 odbył staż w Szwajcarii (w centrum badawczym przekształconym później w Agroscope) w ramach stypendium IAESTE. W 1995 i 1996 przebywał na Uniwersytecie Środkowoeuropejskim w Budapeszcie jako instruktor i wykładowca, w 1995 prowadził badania naukowe w Game & Wildlife Conservation Trust w Wielkiej Brytanii.
Członek Komitetu Gospodarki Wodnej PAN, specjalista Komitetu Nauk Agronomicznych PAN. Powołany do rad naukowych Biebrzańskiego Parku Narodowego i Parku Narodowego Gór Stołowych.
W 2004 został odznaczony Brązowym Krzyżem Zasługi.

## Życie prywatne
Żonaty z Renatą (doktor nauk medycznych), ma dwóch synów.